# Raudsepa oja
Raudsepa oja är ett vattendrag i landskapet Võrumaa i sydöstra Estland. Ån är ett sydligt vänsterbiflöde till Mustjõgi och ingår i Gaujas avrinningsområde. Den är 14 km lång. Källan ligger vid byn Sadramõtsa i Rõuge kommun. Den sammanflödar med Mustjõgi vid orten Varstu i Varstu kommun. Strax öster om Varstu ligger byn Raudsepa som givit namn till ån.